# Myles Kenlock
Myles Lewis George Kenlock (Lambeth, 26 novembre 1996) è un calciatore inglese, difensore del Barnet.

## Carriera
Ha giocato nella seconda divisione inglese con la maglia dell'Ipswich Town.

## Palmarès

### Club

#### Competizioni nazionali
- National League: 1

Barnet: 2024-2025